# John Graves Simcoe
Pour les articles homonymes, voir Simcoe (homonymie).
John Graves Simcoe (25 février 1752 – 26 octobre 1806) était le premier lieutenant-gouverneur du Haut-Canada. Il est le fondateur de Toronto, anciennement appelée York.  

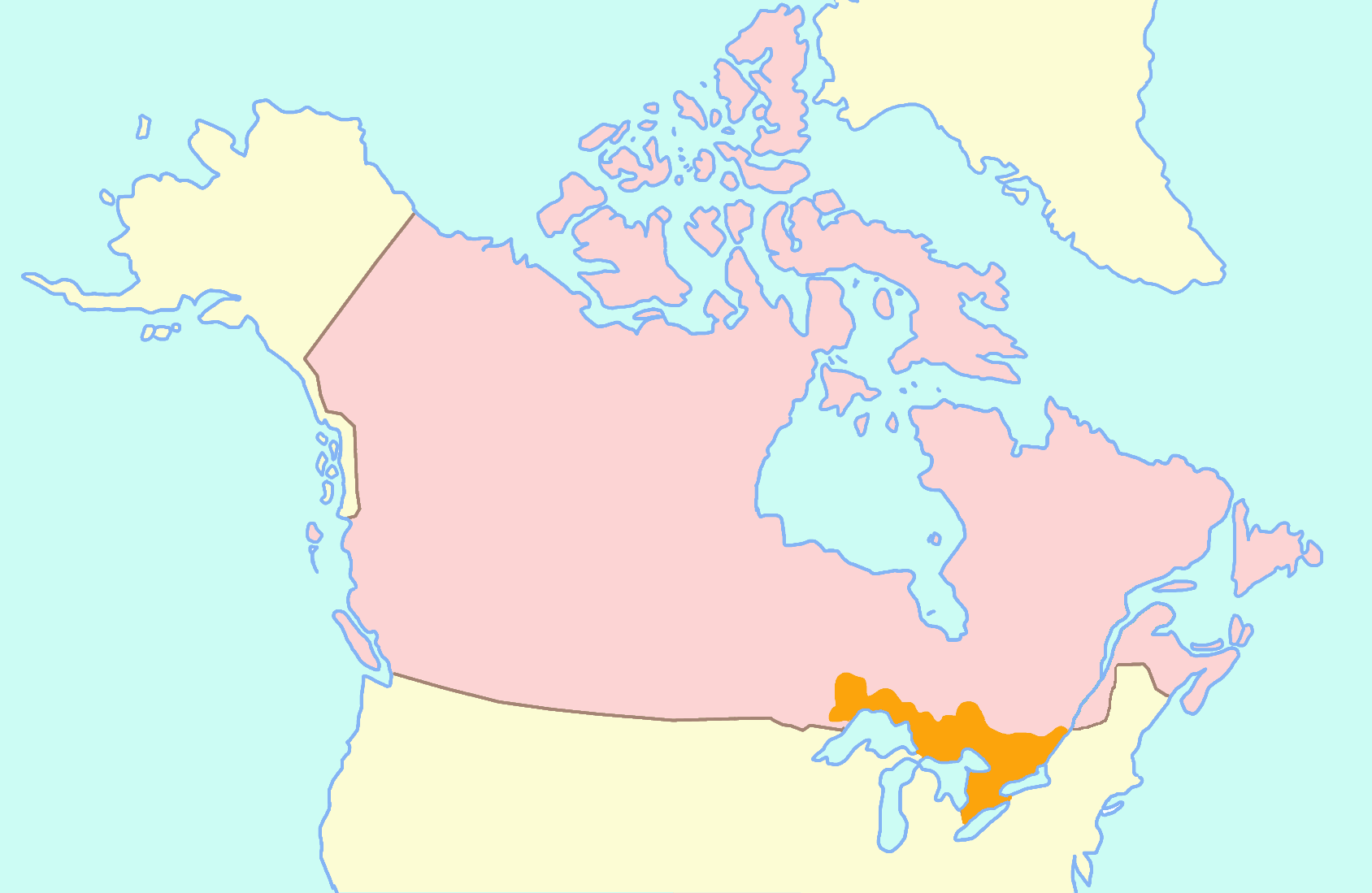
Simcoe était le premier lieutenant-gouverneur du Haut-Canada.

## Histoire
En 1778, il participe à la guerre d'indépendance des États-Unis dans les rangs de la Grande-Bretagne. Le 21 mars 1778, il mène 300 soldats britanniques, qui perpétrèrent le massacre de Hancock House.  
À l’été de 1790, on lui promet le poste de lieutenant-gouverneur de ce qui allait être la nouvelle province loyaliste du Haut-Canada. Il entre en fonction le 24 juin 1792.
En 1792 il préside les travaux parlementaires de la première Assemblée législative du Haut-Canada à Newark (maintenant Niagara-on-the-Lake).
En 1793, il fait passer le Act Against Slavery (en), qui mène à l'abolition de l'esclavagisme au Haut-Canada dès 1810. L'Empire britannique l'abolit sur tout son territoire peu après avec le Slavery Abolition Act 1833.

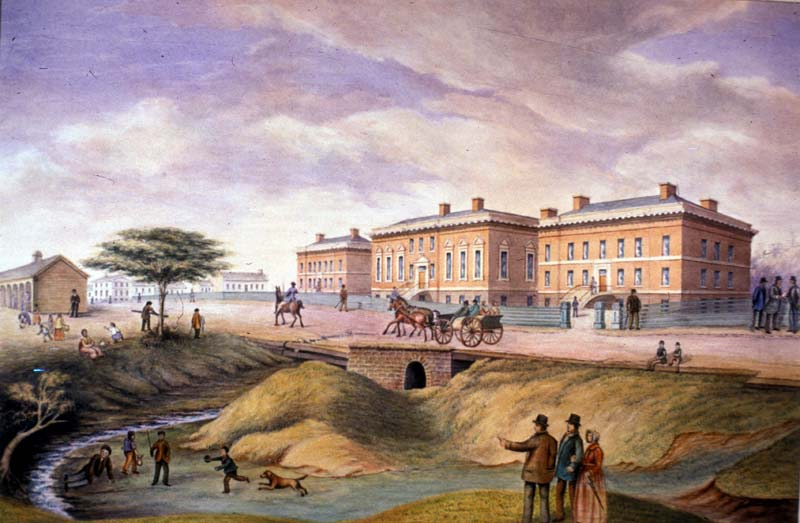
Simcoe présida la première Assemblée législative du Haut-Canada en 1792. Ici, le troisième édifice parlementaire du Haut-Canada dans les années 1830.

## Lieutenant-gouverneur
Avant même son entrée en fonction, Simcoe élabore les devis de son futur gouvernement. Son orientation politique est conservatrice : tory, loyaliste, patriotique, il est pour le maintien du pouvoir britannique sur l'empire. Simcoe présente plusieurs plans ambitieux et fort coûteux en vue d’assurer rapidement le développement économique, constitutionnel, religieux et éducatif de son nouveau territoire.
Pour lui, l'Église anglicane doit jouer un rôle important au Haut-Canada.
Ses modèles constitutionnels pour le Haut-Canada sont nettement britanniques, mais ses modèles économiques sont fondamentalement américains.
Sa politique de peuplement intègre une logique d’accueil des Américains sur le territoire du Haut-Canada. 
Simcoe est une influence historique et politique déterminante dans le contexte de la création du Haut-Canada ; paralléliser le Bas-Canada de droit mixte et catholique par l’établissement d'une colonie britannique aussi particulière que le Bas-Canada : une colonie plus protestante et loyaliste,,.

Pour Simcoe, l'Église anglicane avait un rôle à jouer au Haut-Canada.

## Postérité
- La ville de Simcoe.
- Civic Holiday, un jour férié dans plusieurs provinces du Canada (dont le nom varie dans les différentes régions du Canada), a été établi en l'honneur de Simcoe par la Ville de Toronto en 1869 et est connu sous le nom de Simcoe Day à Toronto.
- Simcoe Street et John Street au centre-ville de Toronto, et l'édifice Simcoe Place, tous situés près du fort où Simcoe a habité.
- Simcoe Island, près de Kingston.
- Lac Simcoe.
- Simcoe Hall (en), sur le campus St. George de l'Université de Toronto.
- John Graves Simcoe Armoury, sur l'Industrial Parkway à Aurora.

## Dans la culture populaire
John Graves Simcoe est incarné par l'acteur Samuel Roukin dans la série télévisée d'AMC Turn: Washington's Spies.